# Constantin von Wurzbach

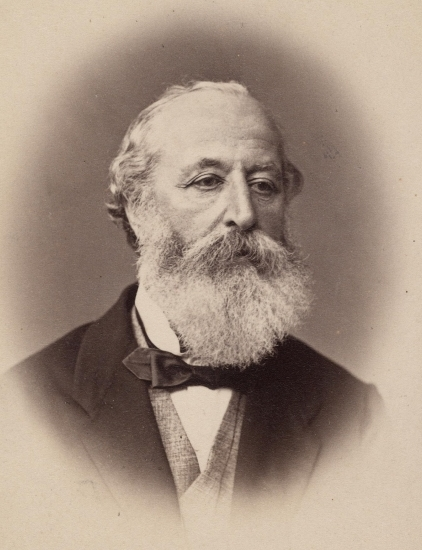
Aufnahme von Emil Oprawil

Constant Wurzbach von Tannenberg, ab 1874 Ritter Wurzbach von Tannenberg (* 11. April 1818 in Laibach, Kaisertum Österreich; † 18. August 1893 in Berchtesgaden, Königreich Bayern), war ein österreichischer Bibliograph, Lexikograf und Schriftsteller. Sein Lebenswerk ist das 60-bändige Biographische Lexikon des Kaiserthums Oesterreich.

## Leben
Wurzbach, der auf den Namen Eduard Konstantin Michael getauft wurde, war der siebte von zehn Söhnen des Juristen Maximilian Wurzbach (der 1854 mit dem Prädikat „Edler von Tannenberg“ in den Adelsstand erhoben wurde) und der Josefina Pinter. Sein ältester Bruder war der spätere Freiherr Karl Wurzbach von Tannenberg. Er wuchs in Laibach auf und absolvierte am dortigen Lyzeum ein Philosophiestudium. Von Kontakten mit Laibacher Literaten angeregt, unternahm er erste eigene poetische „Gehversuche“ und war Mitarbeiter an Zeitschriften. Schon in früher Jugend von der Poesie Nikolaus Lenaus und Anastasius Grüns inspiriert, schrieb er mit seinem  Bruder Karl – beide gehörten damals zum Kreis der freiheitlich gesinnten Jugend – Gedichte in deutscher Sprache. Mehrere Gedichte erschienen bereits 1834 in den Illyrischen Blättern. 1835 veröffentlichte er im Selbstverlag ein eigenes Gedicht, das er einem seiner Professoren widmete. Im Jahre 1837 publizierte er eine Übersetzung eines Sonetts von Cesare Betteloni (1808–1858).

### Militärzeit
Sein Vater, dem die poetischen Neigungen des Sohnes zuwider waren und der sie aufs Strengste „perhorreszierte“, drängte ihn zum Studium der Rechtswissenschaften. Diese nahm er 1835 an der Universität Graz auf, gab es aber nach vier Semestern auf. Anschließend trat er 1837 als Soldat in das galizische Infanterieregiment „Graf Nugent“ ein, das in Krakau stationiert war. Als Kadett und unter dem auch später für lyrische und epische Veröffentlichungen genutzten Pseudonym W. Constant veröffentlichte er 1841 seinen ersten Gedichtband Mosaik, den er dem Vater widmete. Da er hierfür die Zensurbestimmungen umging, handelte er sich einen Verweis ein.
Nach der Beförderung zum Unterleutnant 1841 wurde Wurzbach einer Garnison in Lemberg zugeteilt. Parallel zu seiner Offizierslaufbahn studierte er an der dortigen Universität und erwarb 1843 als erster aktiver österreichischer Offizier den Doktortitel der Philosophie. Am Ende desselben Jahres trat er aus der Armee aus und nahm eine Stelle als Skriptor der Universitätsbibliothek Lemberg an. Da schrieb ihm sein Vater, er möge Skriptor ins Deutsche übersetzen, dann wisse er, was er sei („Schreiber“).

### Privatleben, weitere Tätigkeiten
Im Jahre 1843 heiratete er Antonie Hinzinger. Im selben Jahr wurde seine Tochter, die spätere Schauspielerin und Schauspiellehrerin Theodora von Fiedler-Wurzbach, 1845 der Sohn Alfred und 1849 der Sohn Friedrich geboren.
1847 nahm Wurzbach eine Stellung bei der Lemberger Zeitung an und erlebte das Revolutionsjahr 1848 als politischer Journalist. Ab Oktober zunächst formell der Hofbibliothek in Wien zugeteilt, wurde ihm im Dezember der Posten eines Archivars im Innenministerium angeboten. Er erhielt die Aufgabe, eine Bibliothek aufzubauen, die staatliche Stellen mit für die Gesetzgebung erforderlichen Materialien versorgen sollte. Im April 1849 wurde Wurzbach zum Bibliothekar der Administrativen Bibliothek und behielt diese Stellung bis 1874.
Wurzbach hatte sein eigenes Wirken als „schriftstellerische Tätigkeit auf poetischem, literar- und kulturhistorischem und biografischem Gebiet“ bezeichnet. Durch seinen mehrjährigen Aufenthalt „in einem polnischen Lande“ erlernte er dessen Sprache, gewann tieferen Einblick in die interessante und reiche Literatur der Polen und war als Übersetzer dem deutschen Volke gegenüber auch vermittelnd tätig.
Im Rahmen dieser Tätigkeit entstanden bibliografische und biografische Werke. Darunter war auch die in den Jahren 1853 bis 1856 erschienene Bibliographisch-statistische Übersicht der Literatur des österreichischen Kaiserstaates. Nach den Jahren des Aufbaus nahm die Bedeutung der Bibliothek ab und die bibliografischen Arbeiten mussten 1859 eingestellt werden. Wurzbachs 1855 begonnenes Werk Biographisches Lexikon des Kaiserthums Oesterreich, von dem bis 1858 drei Bände erschienen waren, wurde von der kaiserlichen Akademie der Wissenschaften bis zu seiner Fertigstellung im Jahr 1891 subventioniert. Wurzbach trug darin über 24.000 Biografien zusammen.

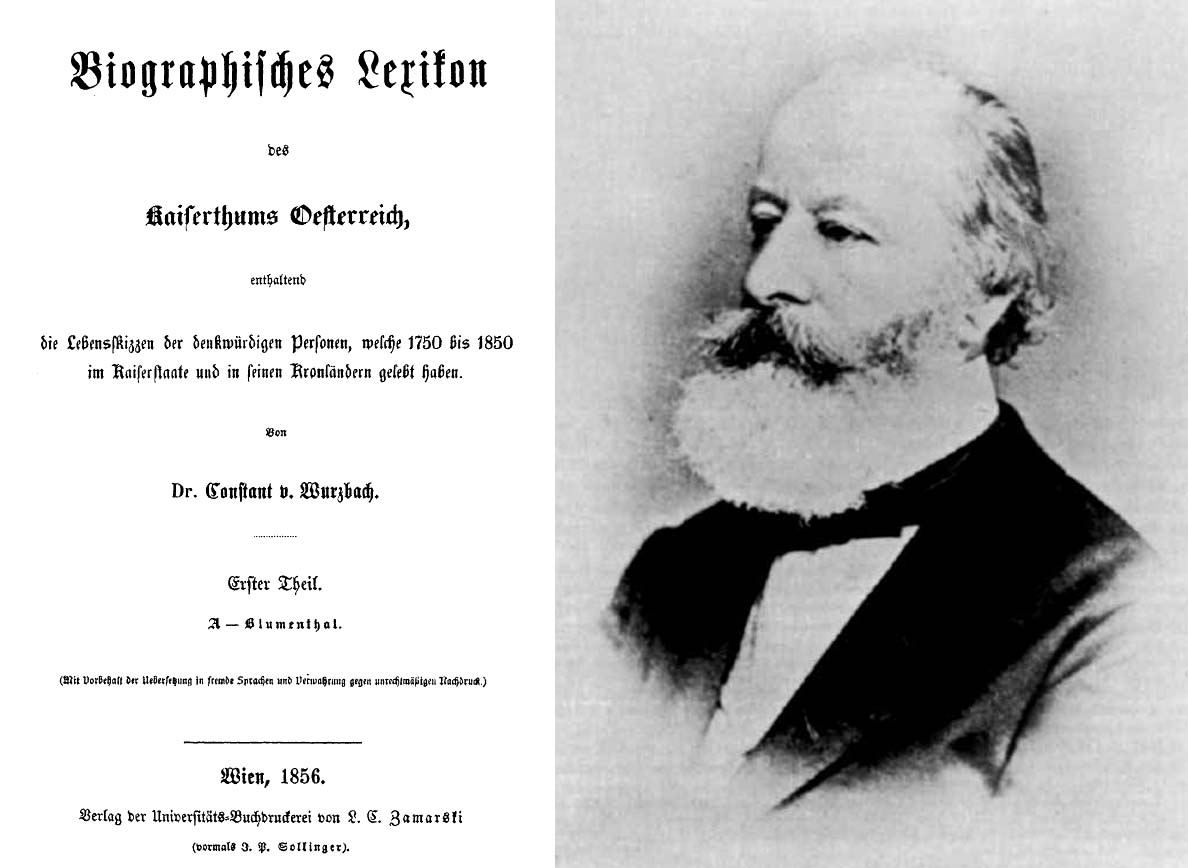
Vorsatzblätter zu „Biographisches Lexikon des Kaiserthums Österreich“
Unterschrift Dr Constant von Wurzbach-Tannenberg, 1859

### Lebensabend und Tod
Nach seiner Nobilitierung 1874 lebte Wurzbach bis zu seinem Tod in Berchtesgaden. Dem Tod seiner ersten Frau 1873 folgte die Eheschließung mit Karola (Caroline) Varga (ca. 1851–1944) am 15. Juli 1874. 1876 wurde die gemeinsame Tochter Constance geboren.
Obwohl allem Fremden stets objektiv und aufgeschlossen gegenüberstehend, hatte er deutsche Traditionen gepflegt und war zugleich – trotz mancher Enttäuschung – österreichischer Patriot geblieben. Seine letzte Ruhestätte hat Wurzbach auf dem Alten Friedhof in Berchtesgaden gefunden, und wie die Inschrift sagt:

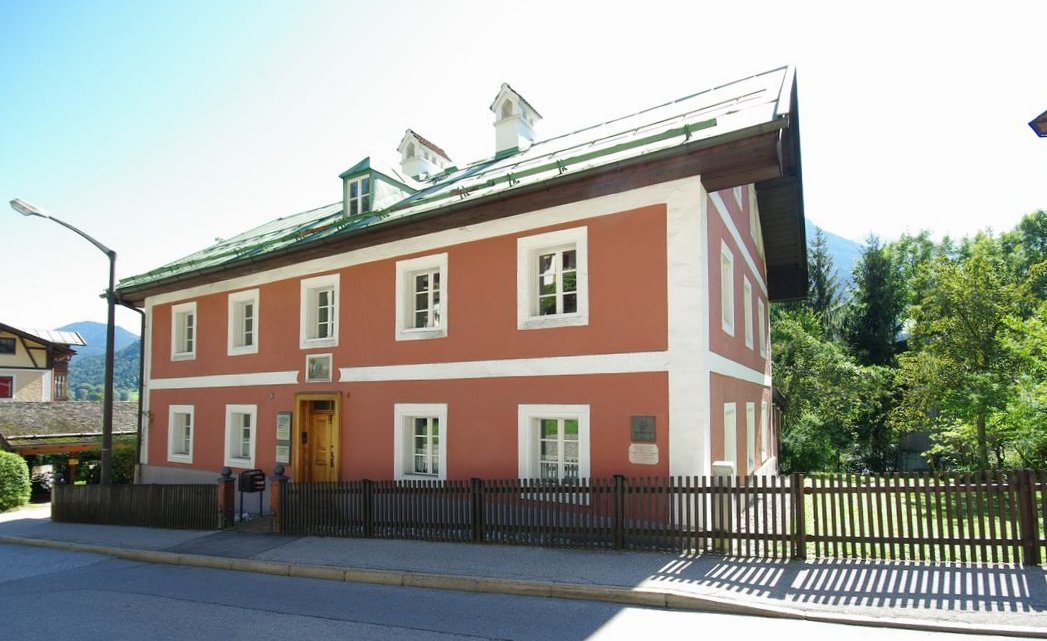
Wohnhaus in Berchtesgaden (Wurzbachhaus)
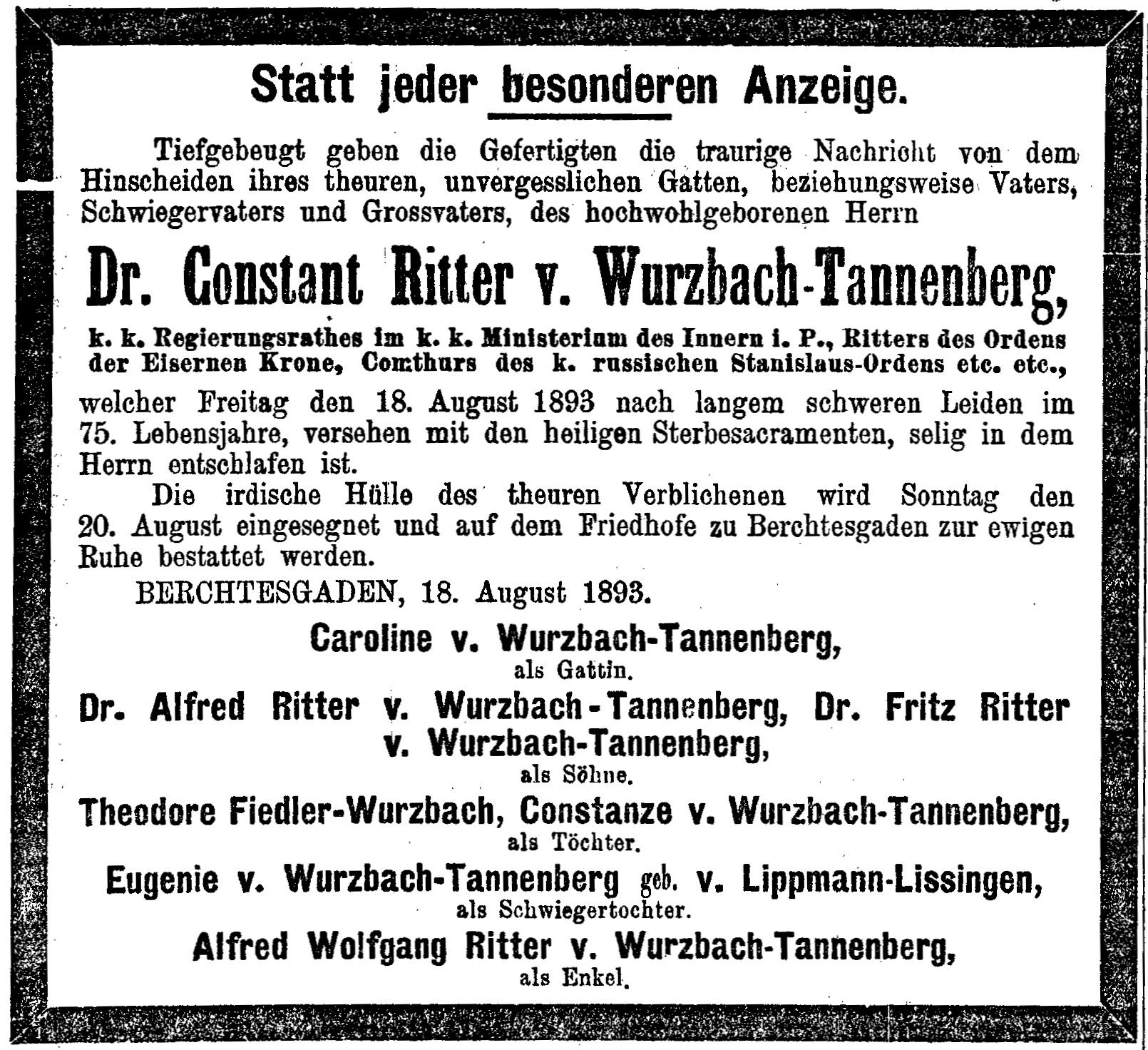
Todesanzeige für Constant v. Wurzbach-Tannenberg
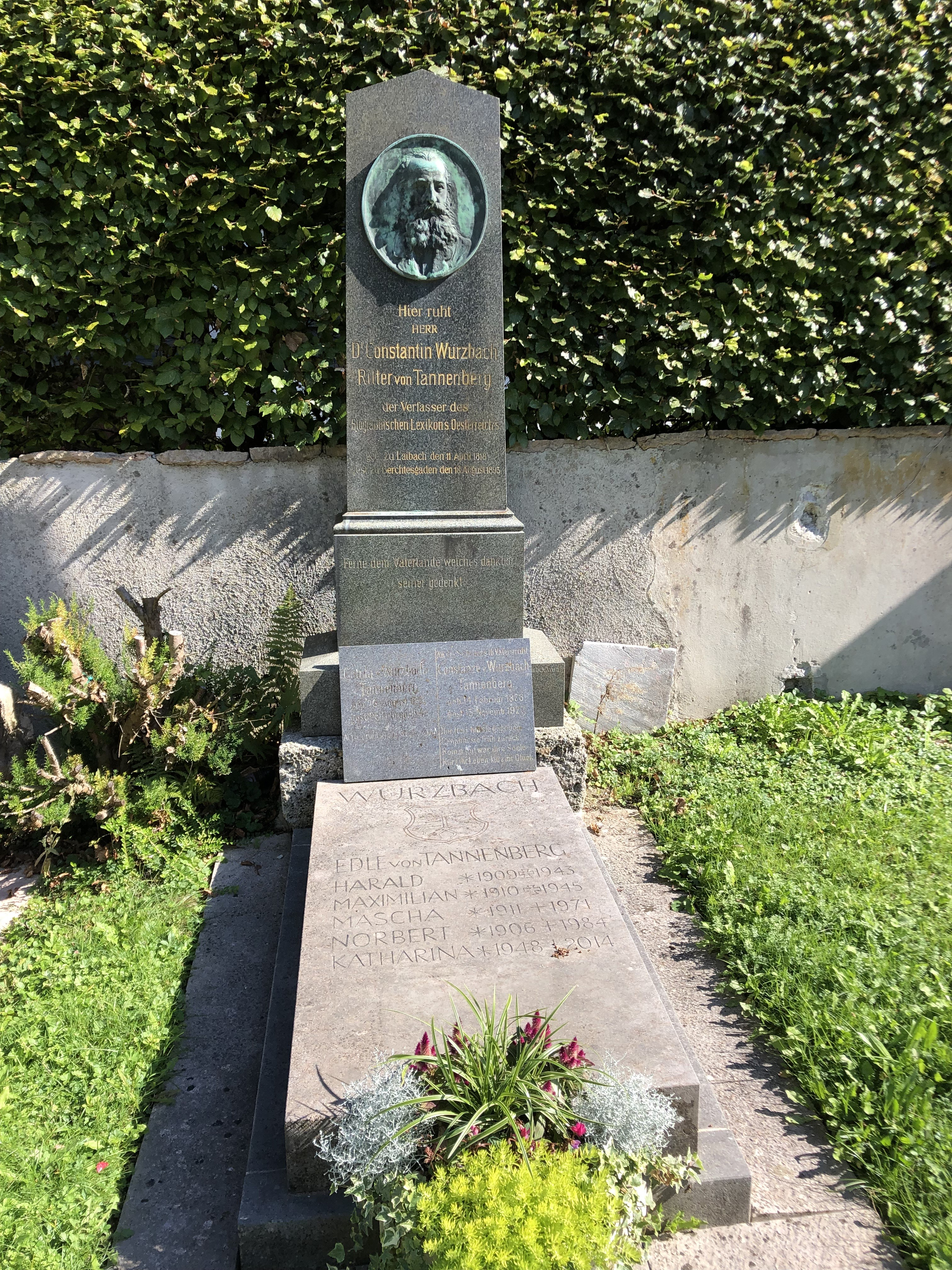
Grab auf dem Alten Friedhof in Berchtesgaden

## Auszeichnungen und Ehrungen

### Erhebung in den Ritterstand

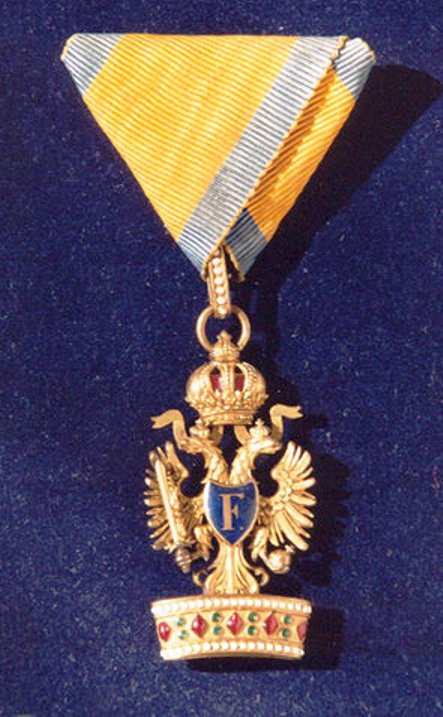
Orden der Eisernen Krone III. Klasse

In Anerkennung seiner schriftstellerischen Verdienste wurde Constantin von Wurzbach, k.k. Regierungsrat und Vorstand der administrativen Bibliothek im Ministerium des Innern, vom österreichischen Kaiser das Ritterkreuz des Franz-Joseph-Ordens und 1874 der Orden der Eisernen Krone III. Klasse verliehen. Mit der Verleihung des Ordens der Eisernen Krone war Wurzbachs Erhebung in den erblichen österreichischen Ritterstand verbunden.
Wappen

Gevierter Schild: 1: in Silber auf grünem Boden, den ein blauer Bach durchströmt, ein natürlicher Tannenbaum; 2: in Rot auf grünem Dreiberg drei abgehauene natürliche Baumstämme mit je zwei Knorren; 3: in Blau eine goldene Kugel zwischen zwei je mit einem blauen Stern belegte goldene Schrägrechtsbalken; 4: in Silber auf grünem Rasen ein rotes Kastell mit zwei Zinnentürmen und einem Tor mit halb aufgezogenem schwarzen Fallgitter, auf dem dreistufigen Giebel ein blauer Adler. Auf dem Schild zwei Helme, auf dem rechten Helm mit blau-silbernen Decken ein vorwärts wachsender wilder Mann mit grünem Laubschurz, mit der Rechten einen entwurzelten natürlichen Tannenbaum gestürzt haltend, die Linke in die Hüfte stemmend; auf dem linken Helm mit rot-goldenen Decken ein geharnischter Arm, dessen Hand ein offenes Buch mit den Buchstaben AEIOU hält; Devise: Sincere et constanter (aufrecht und beständig).

### Postume Ehrungen
- 1894 wurde in Rudolfsheim-Fünfhaus (Wiens 15. Bezirk) die Wurzbachgasse nach ihm benannt.

- Teile des Nachlasses von Constantin von Wurzbach befinden sich in Wien in der Wienbibliothek im Rathaus sowie im Wien Museum.
  - Die Wienbibliothek verwahrt eine von Wurzbach angelegte Sammlung von Zeitungsausschnitten über bedeutende Persönlichkeiten, das Wien Museum verwahrt die Porträtsammlung Wurzbachs (Lithografien, Radierungen etc.) sowie eine Reihe von Zeitungsausschnitten und biografischen Schriften.
  - Viele der im Wien Museum befindlichen Porträts wurden von Wurzbach in seinen Lexikoneinträgen unter „Porträt“ angeführt; zahlreiche der Porträts und Zeitungsausschnitte sind nunmehr in der Online-Sammlung des Museums unter dem Thema „Nachlass Constantin von Wurzbach“ frei zugänglich.

## Veröffentlichungen
- Die Volkslieder der Polen und Ruthenen. Wien 1846.
- Parallelen. Wiegand, Leipzig 1849.
- Die Sprichwörter der Polen historisch erläutert. Pfautsch & Voss, Wien 1852 (books.google.com).
- Die Kirchen der Stadt Krakau. Wien 1853.
- Bibliographisch-statistische Übersicht der Litteratur des österreichischen Kaiserstaats. 3 Teile, Wien 1853–1856
- Der Page des Kaisers: ein Gedicht von der Treue. Arnz, Düsseldorf 1854 urn:nbn:de:hbz:061:2-678 Digitalisierte Ausgabe der Universitäts- und Landesbibliothek Düsseldorf.
- Das Schillerbuch. Wien 1859
- Joseph Haydn und sein Bruder Michael. Wien 1862
- Historische Wörter, Sprichwörter und Redensarten. (3. Heft, Prag 1863)
- Glimpf und Schimpf in Spruch und Wort. Wien 1864
- Mozartbuch. Wien 1868
- Mozart-Buch. 1869 (zeno.org).
- Franz Grillparzer. Wien 1871
- Zur Salzburger Biographik. 1872
- Ein Madonnenmaler unsrer Zeit: E. Steinle. Wien 1879

Biographisches Lexikon des Kaiserthums Oesterreich. 60 Bände, Wien 1856–1891;
- alo ws  1. Teil (1856): A – Blumenthal
- alo ws  2. Teil (1857): Bninski – Cordova
- alo ws  3. Teil (1858): Coremans – Eger
- alo ws  4. Teil (1858): Egervári – Füchs
- alo ws  5. Teil (1859): Füger – Gsellhofer
- alo ws  6. Teil (1860): Guadagni – Habsburg (Agnes – Ludwig)
- alo ws  7. Teil (1861): Habsburg – Hartlieb
- alo ws  8. Teil (1862): Hartmann – Heyser
- alo ws  9. Teil (1863): Hibler – Hysel
- alo ws 10. Teil (1863): Jablonowski – Karolina
- alo ws 11. Teil (1864): Károlyi – Kiwisch und Nachträge (I. Folge)
- alo ws 12. Teil (1864): Klácel – Korzistka
- alo ws 13. Teil (1865): Kosarek – Lagkner
- alo ws 14. Teil (1865): Laicharding – Lenzi und Nachträge (II. Folge)
- alo ws 15. Teil (1866): Leon – Lomeni
- alo ws 16. Teil (1867): Londonia – Marlow
- alo ws 17. Teil (1867): Maroevic – Meszlény
- alo ws 18. Teil (1868): Metastasio – Molitor
- alo ws 19. Teil (1868): Moll – Mysliveczek
- alo ws 20. Teil (1869): Nabielak – Odelga
- alo ws 21. Teil (1870): O’Donell – Perényi
- alo ws 22. Teil (1870): Pergen – Podhradszky und Nachträge (III. Folge)
- alo ws 23. Teil (1872): Podlaha – Prokesch und Nachträge (IV. Folge)
- alo ws 24. Teil (1872): Prokop – Raschdorf und Nachträge (V. Folge) mit Generalregister
- alo ws 25. Teil (1868): Rasner – Rhederer
- alo ws 26. Teil (1874): Rhedey – Rosenauer und Nachträge (VI. Folge)
- alo ws 27. Teil (1874): Rosenberg – Rzikowsky
- alo ws 28. Teil (1874): Saal – Sawiczewski und Nachträge (VII. Folge)
- alo ws 29. Teil (1875): Sax – Schimpf
- alo ws 30. Teil (1875): Schindler – Schmuzer
- alo ws 31. Teil (1876): Schnabel – Schröter
- alo ws 32. Teil (1876): Schrötter – Schwicker
- alo ws 33. Teil (1877): Schwarzenberg – Seidl
- alo ws 34. Teil (1879): Seidl – Sina
- alo ws 35. Teil (1877): Sinacher – Sonnenthal
- alo ws 36. Teil (1878): Sonnklar – Stadelmann
- alo ws 37. Teil (1878): Stadion – Stegmayer
- alo ws 38. Teil (1879): Stehlik – Stietka
- alo ws 39. Teil (1879): Stifft – Streel
- alo ws 40. Teil (1880): Streeruwitz – Suszycki
- alo ws 41. Teil (1880): Susil – Szeder
- alo ws 42. Teil (1880): Szedler – Taaffe
- alo ws 43. Teil (1881): Tabacchi – Terklau
- alo ws 44. Teil (1882): Terlago – Thürmer
- alo ws 45. Teil (1882): Thugut – Török
- alo ws 46. Teil (1882): Toffoli – Traubenburg
- alo ws 47. Teil (1883): Traubenfeld – Trzeschtik
- alo ws 48. Teil (1883): Trzetrzewinsky – Ullepitsch
- alo ws 49. Teil (1884): Ullik – Vassimon
- alo ws 50. Teil (1884): Vastag – Villani
- alo ws 51. Teil (1885): Villata – Vrbna
- alo ws 52. Teil (1885): Vrčevic – Wallner
- alo ws 53. Teil (1886): Wallnöfer – Weigelsperg
- alo ws 54. Teil (1886): Weil – Weninger
- alo ws 55. Teil (1887): Weninger – Wied
- alo ws 56. Teil (1888): Wiedemann – Windisch
- alo ws 57. Teil (1889): Windisch-Grätz – Wolf
- alo ws 58. Teil (1889): Wolf – Wurmbrand
- alo ws 59. Teil (1890): Wurmser – Zhuber
- alo ws 60. Teil (1891): Zichy – Zyka
- „Gottlob, …“ ws alo „Gottlob, …“